# ふるぎぬや紋様帳
『ふるぎぬや紋様帳』（ふるぎぬやもんようちょう）は、波津彬子による日本の漫画。『月刊フラワーズ』（小学館）にて、2014年6月号から2022年3月号まで不定期に連載。

## あらすじ
インテリアコーディネーターの樋口伊都子の元に、実家の母親から20年前に亡くなった祖母の遺品である着物が送られてくる。祖母との思い出はあるものの、着物に興味がない伊都子は、古着屋へ売ることにする。事務所の所長に紹介してもらった骨董屋へ行こうとして道に迷った伊都子が、わらわらと現れたネコたちに導かれるようにたどり着いた場所は、美しい青年が店主を務める古着屋だった。査定をしてくれた店番の女性に3枚のうち1枚を「あなたが着たほうがいい」と言われ、断りきれずに着付けてもらうと、その着物にまつわる祖母との思い出が伊都子の脳内に流れ込んできた。結局、売るのをやめてしまった伊都子だったが、その店が所長が紹介してくれたところではないと分かり、店主の妖艶な美しさも相まって白昼夢でも見たと思うことにしたのだった。
後日、古着を使ったコーディネートを提案しようとクライアントの家へ行くまた途中で道に迷った伊都子は、またあの店へたどり着いてしまう。再び着物の思い出を見て帰途についた伊都子だったが、店の名前も行き方も覚えていないことに気がつく。

## 登場人物
樋口 伊都子（ひぐち いとこ）
インテリアコーディネーター。小学生の時に亡くなった母方の祖母・律子が趣味で収集していた古着の遺品を古着屋へ売りにいこうとして「ふるぎぬや」へ行って以来、何かと縁が出来てしまう。感応しやすい性質らしく、着物に残った思い出や念のようなものを感じ取ることができるが、自分に必要のない記憶は負担になるからと店主に忠告される。北欧モダンにこだわったインテリアを好んでいたが、着物に縁ができて以来、所長のアドバイスもあり、和風インテリアも視野に入れるようになる。
亀蔵 源之丞（かめくら げんのじょう）
伊都子ら有志複数人で立ち上げた事務所の所長。伊都子からは「源ちゃん」と呼ばれる。プライベートな会話をする時のみ、オネエ言葉になる。母親が日本舞踊の師匠だったため、着物にうるさい。
竹中 翔子（たけなか しょうこ）
事務所の後輩。水木しげるを愛してやまず、子供部屋のコーディネートに河童を取り入れようとしたこともある（却下された）。
店主
行く理由がある人だけがたどり着ける不思議な古着屋「ふるぎぬや」の店主。妖艶な美青年。人間（ひと）ではないものが良く来店するが、伊都子のように何度も訪れる人間は珍しいという。何十年も前に亡くなった民俗学者・青砥啾水（あおと しゅうすい）と良く似ている。
白妙（しろたえ）
「ふるぎぬや」の店番の女性。理由（わけ）ありやいわくつきの着物が大好き。
小太郎（こたろう）
「ふるぎぬや」と取引のある悉皆屋（着物の染め直しなどをする）の孫。カワウソの化身だが、店に来る時は小学生の格好をしている。

## 書誌情報
- 波津彬子 『ふるぎぬや紋様帳』小学館〈フラワーコミックス〉、全6巻
  1. 2015年7月10日発売[3]、ISBN 978-4-09-137458-5
  2. 2016年11月10日発売[4]、ISBN 978-4-09-138844-5
  3. 2018年2月9日発売[5]、ISBN 978-4-09-870043-1
  4. 2019年8月9日発売[6]、ISBN 978-4-09-870619-8
  5. 2020年11月10日発売[7][8]、ISBN 978-4-09-871198-7
  6. 2022年4月8日発売[9]、ISBN 978-4-09-871620-3